# Typhlops giadinhensis
Typhlops giadinhensis là một loài rắn trong họ Typhlopidae. Loài này được Bourret mô tả khoa học đầu tiên năm 1937.